# Barrage de Nuozhadu
Le barrage de Nuozhadu (chinois simplifié : 糯扎渡大坝 ; chinois traditionnel : 糯扎渡大壩 ; pinyin : Nuòzhādù Dàbà) est un barrage en remblai sur le Mékong, dans la province du Yunnan, au sud-ouest de la Chine. Ses principaux objectifs sont la production hydroélectrique, le contrôle des inondations et la navigation. Avec une puissance installée de 5 850 MW, il était en 2020 le treizième barrage le plus puissant du monde, et le cinquième de Chine. 

## Description
Le barrage a une hauteur de 261,5 m, et retient un réservoir d'une capacité normale de 21 749 milliards de m3 à une altitude de 812 m.  
Le barrage abrite une centrale électrique comportant 9 turbines de 650 MW, totalisant 5 850 MW. Sa production électrique annuelle est estimée à 23,9 TWh. 

## Chronologie
La construction du projet a débuté en 2004. Le premier générateur du barrage a été couplé au réseau le 6 septembre 2012 et le dernier générateur a été mise en service en juin 2014,. La construction et la gestion du projet a été confié à Huaneng Power International Ltd., qui a une concession pour construire, posséder et exploiter des barrages hydroélectriques sur le tronçon chinois du fleuve Mékong.